# Александар Дедјушко
Александар Викторович Дедјушко (рус. Александр Викторович Дедюшко; Вавкависк, 20. мај 1962 — Петушки, 3. новембар 2007) је био руски позоришни и филмски глумац.